# Xylocopa trochanterica
Xylocopa trochanterica är en biart som beskrevs av Joseph Vachal 1910. Xylocopa trochanterica ingår i släktet snickarbin, och familjen långtungebin. Inga underarter finns listade i Catalogue of Life.